# Via Corlea

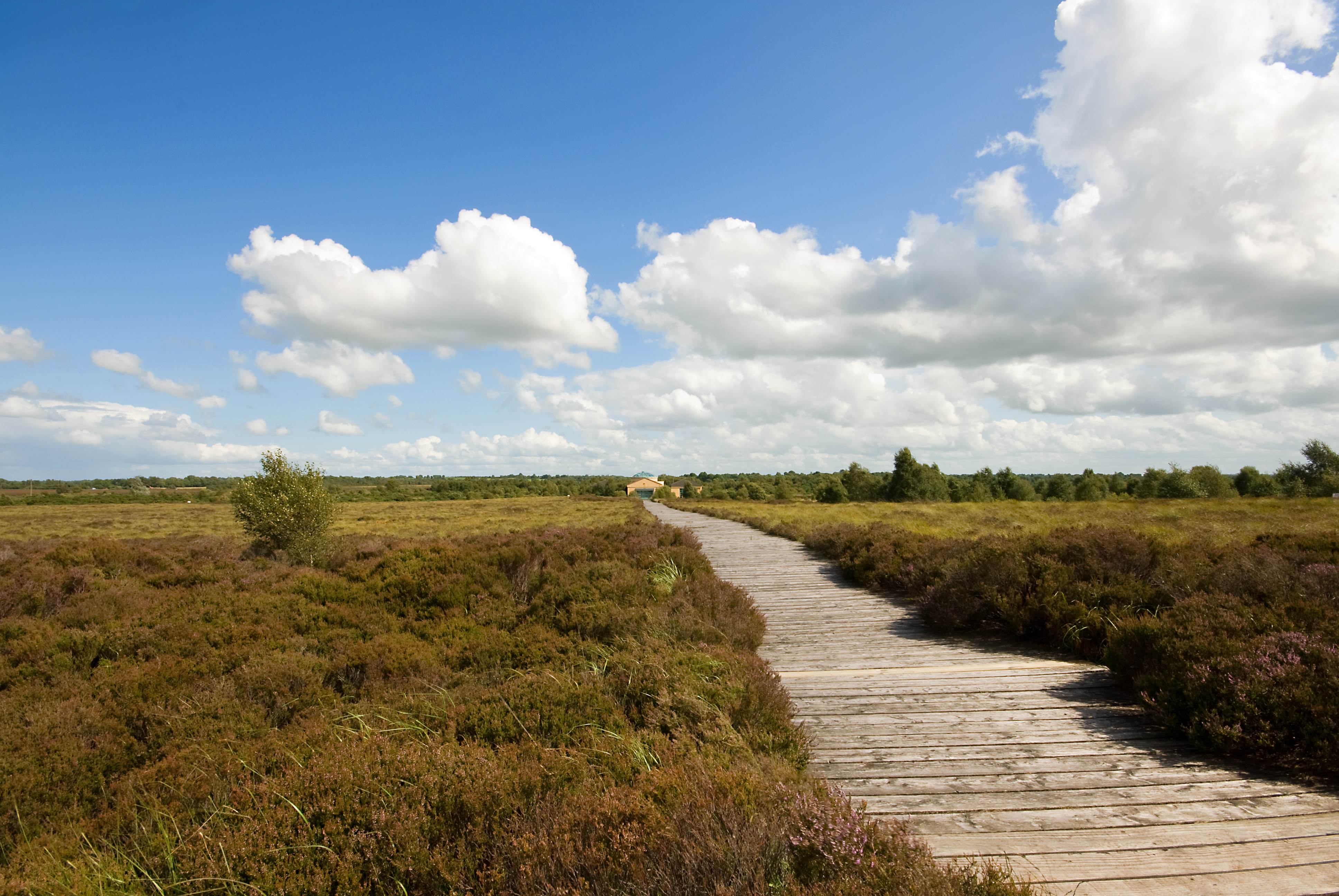
La Via Corlea el 2009

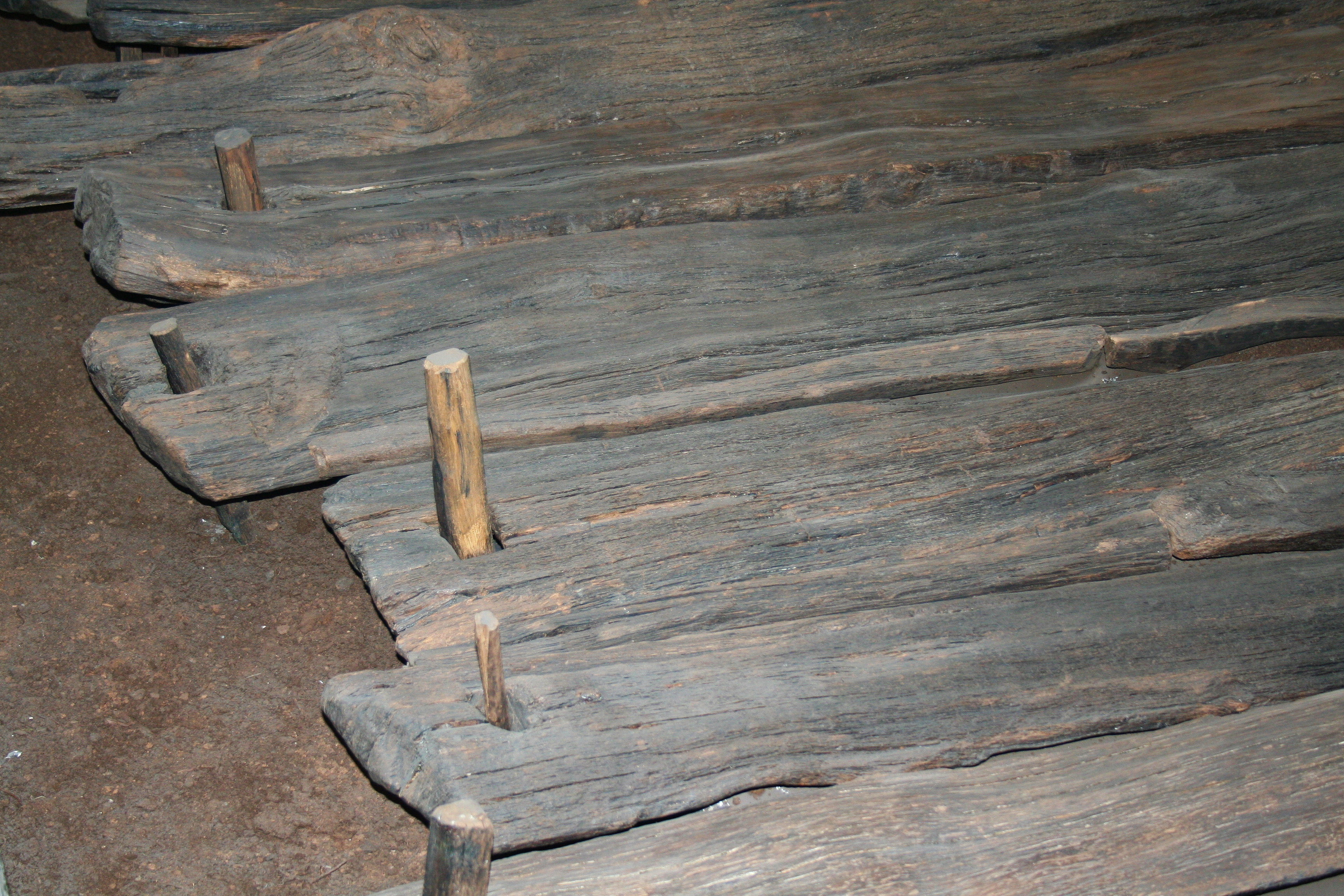
Detall de la secció original recuperada

La Via Corlea (en irlandés: Bóthar Chorr Liath, en anglés: Corlea Trackway) és un camí de l'edat del ferro al costat del poble de Keenagh, al sud del Comtat d'An Longfort, a Irlanda. Es coneixia com el Camí dels Danesos. Va ser construïda amb taulers de roure a l'entorn del 148-147 abans de la nostra era.
La via està situada en una zona on es cull de manera mecanitzada torba a escala industrial sobretot per a proveir les centrals elèctriques de la companyia ESB Group. Tot i que actualment aquest paisatge és pla i obert, a l'edat del ferro estava cobert per pantans, arenes movedisses i estanys, envoltat per densos boscos de bedolls, salzes i avellaners, mentre que el sòl més alt estava cobert de roures i freixes. El terreny era perillós i impracticable durant gran part de l'any.
El 1984, les fustes recuperades de Corlea es van datar amb radiocarboni de l'edat del ferro, en lloc d'en l'edat del bronze com s'esperava, i es va establir un projecte arqueològic amb direcció del professor Barry Raftery per a investigar el jaciment abans que el destruïren les activitats relacionades amb la torba. Les excavacions fetes fins al 1991 al pantà de Corlea van descobrir 59 taulers en una superfície d'unes 125 hectàrees i els treballs posteriors n'han elevat el total a 108, amb altres 76 en el proper pantà de Derryoghil.
La majoria d'aquests taulons són fets amb tanques teixides col·locades sobre arbusts amuntegats, i es van realitzar per a la gent a peu. Quatre d'aquests, entre els quals s'inclou Corlea 1, la Via Corlea pròpiament dita, són camins fets a partir de taulons partits col·locats sobre rails elevats i adequats al trànsit rodat. La Via Corlea és feta amb taulons de roure de 3 a 3,5 m de longitud i uns 15 cm de gruix col·locats damunt rails de 1,2 m de separació. La longitud mínima del camí era d'1 km. L'estudi dendrocronològic indica que la fusta emprada es talà a la fi del 148 ae o a la primeria del 147 ae, i que la via es va construir llavors. Raftery calculava que només les travesses equivalen a 300 roures grans, o mil vagons carregats, amb una quantitat semblant de bedolls per als rails. La Via Corlea acabava en una petita illa, des de la qual partia una segona via (excavada el 1957 i datada amb radiocarboni també del 148 ae) d'un altre quilòmetre i que la unia amb terra ferma a l'extrem oposat del pantà. La construcció de la calçada va requerir molta mà d'obra, comparable a la de la construcció de monuments rituals com els túmuls.
La funció de la via és incerta. Per a les senderes més reduïdes, O'Sullivan comenta que "hi ha una creixent sensació que aquestes no eren estructures dissenyades per a creuar el pantà, sinó per a ficar-s'hi". Unes estructures tan grans com la Via Corlea potser també endinsaven al pantà, amb propòsits rituals, en comptes de simplement creuar-lo. Qualsevol que en siga el propòsit, la calçada només s'utilitzà uns pocs anys. A poc a poc va ser coberta pel pantà i s'hi va enfonsar pel seu propi pes, i en tot just una dècada (potser menys) ja s'hi trobava sepultada, preservada durant dos mil·lennis.
La Via Corlea, aparentment construïda en un  any només, ha suggerit comparacions amb el conte irlandés Tochmarc Étaíne (El festeig d'Étaín), en què el rei Eochu Airem mana tasques a Midir com ara plantar un bosc i construir un camí damunt un pantà on ningú havia estat abans, en un lloc anomenat Móin Lámraige.